# Durbans
Durbans é uma comuna francesa na região administrativa de Occitânia, no departamento de Lot. Estende-se por uma área de 27,81 km². Em 2010 a comuna tinha 146 habitantes (densidade: 5,2 hab./km²).